# Massimo Venier
Massimo Venier (Varese, 26 marzo 1967) è un regista, sceneggiatore e autore televisivo italiano, noto per le sue collaborazioni col trio comico Aldo, Giovanni e Giacomo.

## Biografia
Collaboratore della Gialappa's Band, che conosce a Radio Popolare e con cui ha ideato e scritto le prime sette edizioni di Mai dire Gol dal 1990 al 1997, a cavallo dei due millenni diviene noto come regista e sceneggiatore delle prime opere cinematografiche del trio comico Aldo, Giovanni e Giacomo; per loro è anche autore in teatro e in televisione, negli spettacoli Tel chi el telùn e Potevo rimanere offeso! Collabora nel contempo a Smemoranda e alla rivista Dire fare baciare dal 1994 al 1995. 
Nel 2006 scrive e dirige il film Mi fido di te con Ale e Franz. Assieme al duo firma anche la prima edizione di Buona la prima!, in onda su Italia 1 nel 2007. Dopo il successo di Generazione 1000 euro, dirige Fabio Volo e Isabella Ragonese ne Il giorno in più, trasposizione cinematografica dell'omonimo romanzo scritto dallo stesso Volo. 
Nel 2013 dirige Aspirante vedovo, rifacimento della commedia di Dino Risi del 1959, Il vedovo, con protagonisti Fabio De Luigi e Luciana Littizzetto al posto della coppia Alberto Sordi e Franca Valeri del film originale. Lasciato temporaneamente da parte il grande schermo, nel 2015 torna in televisione come capo progetto della trasmissione Quelli che il calcio, dove rimane per quattro stagioni.
Nel 2020 si riaffaccia al cinema dirigendo e sceneggiando Odio l'estate, opera che contestualmente lo vede nuovamente insieme ad Aldo, Giovanni e Giacomo dopo oltre un quindicennio. Lo stesso accade nel 2022 con Il grande giorno, opera che vince David dello spettatore.

## Filmografia

### Regista e sceneggiatore
- Tre uomini e una gamba (1997)
- Così è la vita (1998)
- Chiedimi se sono felice (2000)

Da sinistra: Giacomo Poretti, Venier, Giovanni Storti e Aldo Baglio sul set di Così è la vita (1998).

- La leggenda di Al, John e Jack (2002)
- Tu la conosci Claudia? (2004)
- Mi fido di te (2007)
- Generazione 1000 euro (2009)
- Il giorno in più (2011)
- Aspirante vedovo (2013)
- Odio l'estate (2020)
- Il grande giorno (2022)

## Riconoscimenti
- David di Donatello
  - 1998 - Candidatura al miglior regista esordiente per Tre uomini e una gamba
  - 2023 - David dello spettatore per Il grande giorno